# 本田冠道
本田冠道（Honda Avancier）是中日合資汽車製造商廣汽本田於2016年起推出的五座跨界休旅車，是中國大陆首款搭载9速变速箱的本田车型，競爭對手為別克Envision、豐田Highlander、福特Edge、日產Murano。

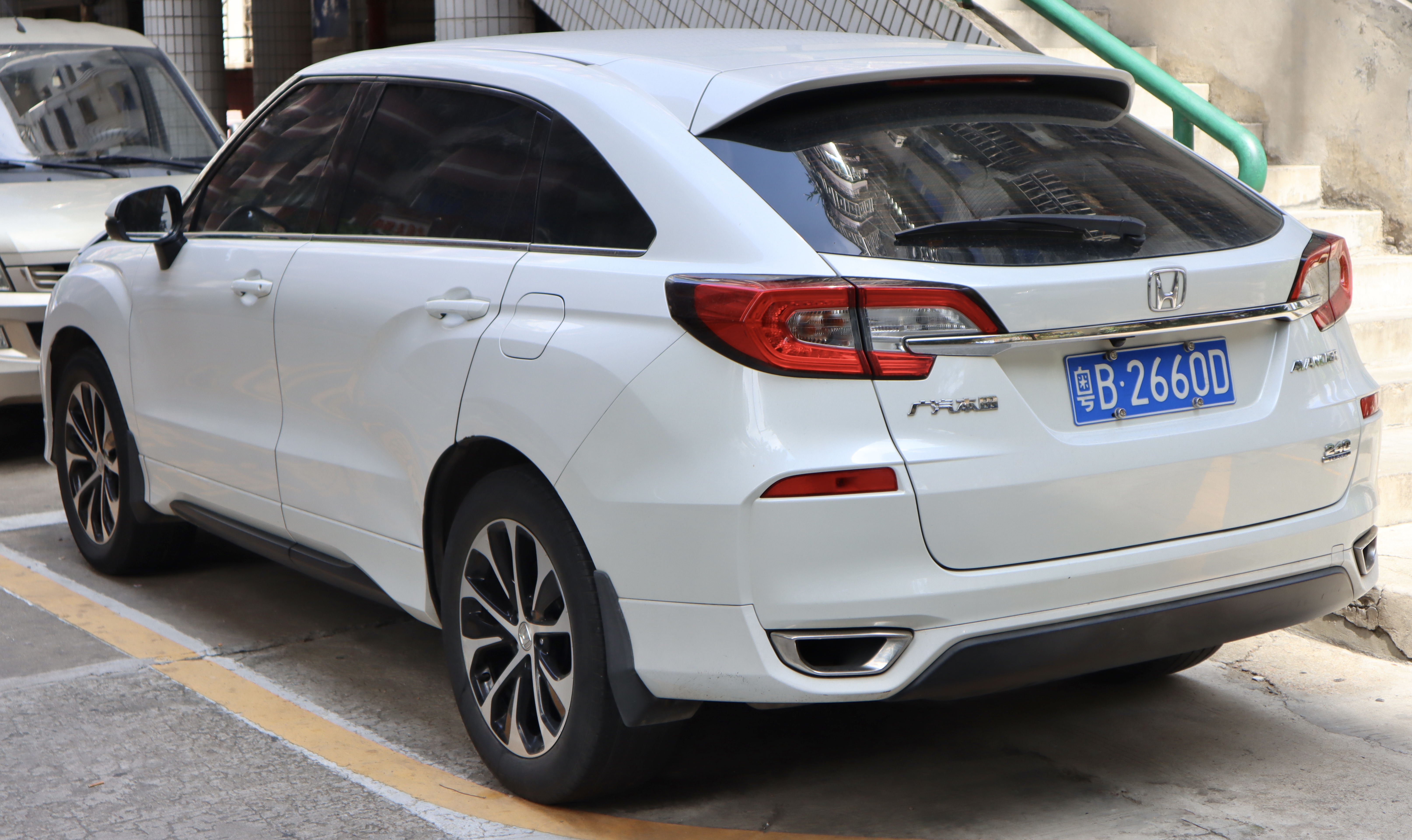
後視圖

## 外部連結
- 中國官方網站 （页面存档备份，存于）

1. ↑  . 專汽之都. 2020-02-13  [2023-07-04]. （原始内容存档于2023-07-04）.
2. ↑  . Dongfeng-honda-ur-v.com.   [2021-12-26]. （原始内容存档于2021-01-17）.
3. ↑  Greimel, Hans. . Automotive News. 2017-08-19  [2017-08-19].
4. ↑  .   [2016-07-24]. （原始内容存档于2020-11-27）.